# Кубинская гамбузия
Кубинская гамбузия (лат. Gambusia punctata) — вид живородящих лучепёрых рыб из семейства пецилиевых. Обитает на Кубе, в прудах и озёрах. Иногда обитает в горных ручьях на высоте 600 м над уровне моря. Держится у берегов стайками.

## Описание
Самка достигает размера 7 см, самец — 4,8 см. Тело сжато с боков, рот поднят на верх, хвостовой плавник широкий. У самцов короткий гоноподий. Серый цвет тела. По бокам расположены чёрные точки, образующие 4-5 рядов. Линия на боку тёмная. Спинной и хвостовой плавники голубого цвета с чёрным крапом. Голубоватые глаза. У самцов спинной плавник с красной каймой. У самцов анальный плавник преобразован в совокупительный орган.

## Ареал
Куба и Флорида.

## Содержание
Вообще данный вид редко содержится в аквариумах. В аквариуме должно быть 50 литров воды. Водородный показатель — 7,0-7,5, жёсткость — 8-15°. Воду надо менять еженедельно, подмен воды — 20 %. Температура должна быть 20-26°. Должны быть заросли живых растений. Поедает как и животные (как и мороженные, так и живые) так и растительные корма. Стайные рыбки. Медленным рыбам и рыбам с длинными плавниками могут обрывать плавники. Агрессивный характер. Обитает в середине и верхнем слове воды. Можно содержать только с представителями своего вида. Беременна 4-5 недель. Беременную самку, которая скоро родит мальков, надо отсадить в нерестовик с зарослями мелких растений. После окончания нереста можно посадить в общий аквариум. Рождает 30-80 мальков. У мальков хороший аппетит. Надо кормить циклопами, резанными олигохетами, науплиями артемии.